# Fontevraud-l’Abbaye
Fontevraud-l’Abbaye – miejscowość i gmina we Francji, w regionie Kraj Loary, w departamencie Maine i Loara. Jej burmistrzem 
jest od 2008 Régine Catin.
Według danych na rok 2010 gminę zamieszkiwały 1 554 osoby, a gęstość zaludnienia wynosiła 104 osoby/km².
W miejscowości znajduje się największe opactwo we Francji. Zostało zbudowane w latach 1110–1119, a jej fundatorem w roku 1101 był Robert d'Arbrissel. W roku 2000 opactwo znalazło się na liście Kulturalnego Dziedzictwa Ludzkości UNESCO. Znajdują się w nim groby:
- Henryka II Plantegeneta – króla Anglii,
- Eleonory Akwitańskiej – żony Henryka II,
- Ryszarda Lwie Serce – króla Anglii i syna powyższych,
- Joanny Plantagenet – królowej Sycylii, córki Henryka II i Eleonory,
- Rajmunda VII – hrabiego Tuluzy, wnuka Henryka II i Eleonory,
- Izabeli d’Angoulême – królowej Anglii, żony Jana - najmłodszego syna Henryka II i Eleonory.